# Stereomastis alis
Stereomastis alis is een tienpotigensoort uit de familie van de Polychelidae. De wetenschappelijke naam van de soort is voor het eerst geldig gepubliceerd in 2006 door Ahyong & Galil.